# 渡邊格
渡邊格（1960年6月27日—），血型為A型，是日本的一名吉他手、作曲家、編曲家、製作人。出生於日本新潟縣。所屬事務所為Hard Candy（為Halftone音樂出版社下轄所屬）。
以伴奏樂團，以及與而成的「erital」樂團為活動主體。
也參與聲優‧水樹奈奈的演唱會樂團「cherry boys」，還有參與其他各式各樣藝人的演唱會、錄音、CM等。暱稱為（Itaruvich）、（格君）。

## 主要參與的演唱會
西田恭平、桐谷仁、麗美、齊藤由貴、八神純子、安田成美、西村知美、池田聰、財津和夫、崎谷健次郎、KATSUMI、稻垣潤一、高島政宏、永作博美、區麗情、奧井雅美、西脇唯、庄野真代、杉真理＆須藤薰、山口由子、井手麻理子、木村佳乃、李察・卡本特（木匠兄妹之兄）、森山良子、水樹奈奈、木梨憲武、Pink Lady等等。

## 主要參與的錄音
80年代：桐谷仁、齊藤由貴、八神純子、庄野真代、後藤久美子、COCO等
90年代：三浦理恵子、永作博美、西田光、石岡美紀、郷廣美、西城秀樹、織田裕二、江口洋介、崎谷健次郎、高島政宏、稻垣潤一、片山誠史、廣瀨香美、鈴木祥子、奧井雅美、西脇唯、區麗情、山口由子、藤重政孝、杉真理＆須藤薰、高橋真梨子、松隆子等等
2000年以後：石川梨華（Country娘）、谷村新司、上原多香子、As Juvenile Innocence、木村亞希子、奧華子、水樹奈奈等等

## 興趣
- 喜歡棒球，由於特別喜歡美國大聯盟，因此對於闖蕩過美國的日本選手相當喜愛，包括野茂英雄、松井秀喜、鈴木一朗。
- 所屬業餘棒球隊（草野球）為「246 Flowers」。
- 中學時代在棒球社擔任主戰投手。
- 最近也在打高爾夫球。
- 很少讀閒書，但很喜愛司馬遼太郎的《關原》。
- 電影不很精通，但是對於經典老片很喜愛，如「虎豹小霸王」、「金色池塘」、「克拉瑪對克拉瑪」等等。喜歡的女演員為梅莉史翠普、妮可·基嫚。

## 外部連結
- MUSIC VALLEY DR （页面存档备份，存于）
- Halftone Music Group Itaru Watanabe